# جوليانا رايسر فورس
جوليانا رايسر فورس (بالإنجليزية: Juliana R. Force)‏ - (25 ديسمبر 1876 - 28 أغسطس 1948) كانت قيِّمة على المتحف الفني الأمريكي ومُشرفة فيه. بدأت فورس حياتها المهنية كجامعة للفنون الشعبية وقيِّمة على هواة جمع الفنون الاجتماعية. وهي أول من بدأت عرضًا للفنون الشعبية الأمريكية في الولايات المتحدة. أصبحت فورس مديرة للمعارض الفنية ولمتحف مؤقت للفن الأمريكي في قرية غرينتش في مدينة نيويورك والذي أصبح متحف ويتني للفن الأمريكي.

## الحياة المُبكرة والتعليم
ولدت فورس جوليانا رايسر في دويلستاون، بنسلفانيا، في 25 ديسمبر 1876 لجوليانا (ني شمولتز) وماكسيميليان رايسر، وهو بقال وهاتر (عامل في مصنع قبعات). أصبحت تعرف باسم «جوليانا». إلى جانب شقيقتها التوأم، كان لدى فورس سبعة أشقاء آخرين. تم تهجئة الاسم الأخير ل فورس في الأصل رايزر لكنها غيرت التهجئة لاحقا إلى رايسر. انتقلت عائلة رايسر إلى هوبوكين، نيو جيرسي، في عام 1886. التحقت جوليانا بمدرسة داخلية مسيحية للبنات. لفترة قصيرة في عام 1908، درست في كلية إدارة الأعمال السكرتارية في مانهاتن، مدينة نيويورك. في سن ال 35، تزوجت جوليانا من ويلارد فورس، طبيب الأسنان، ثم أصبحت تعرف باسم «جوليانا رايسر فورس» و«جوليانا رايزر فورس» و«جوليانا آر فورس»، والتي يتم اختصارها أحيانا إلى «جوليانا فورس».

## المسار المهني

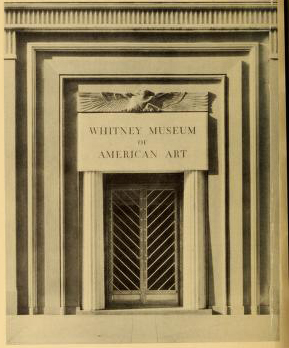
المدخل الأصلي لمتحف الفن الأمريكي

كانت وظيفة فورس الأولى كسكرتيرة شخصية للشاعرة البارزة هيلين هاي ويتني. في عام 1914، وفي سن 38، أصبحت فورس سكرتيرة لشقيقة زوجة ويتني جرترود فاندربلت ويتني، وهي حفيدة «العميد» كورنيليوس فاندربيلت وابنة كورنيليوس فاندربيلت الثاني الباقية على قيد الحياة. كانت ويتني نحاتة وجامعة للفن ورثت ثروة فاندربيلت. كان أول واجب لفورس في عملها مع ويتني هو المساعدة في تنظيم المعارض الفنية في نادي كولوني، وهو ناد اجتماعي حصري للنساء المرموقات الأثرياء في مدينة نيويورك. هنا، عرضت فورس فن ويتني والفن الجديد غير العادي من قبل مجموعة من الفنانين تسمى «الثمانية». أصرت ويتني على أن جميع أنواع الفن، بما في ذلك الفن ذي الأساليب المختلفة، من الفنانين الجدد يجب أن يتم تمثيلها للجمهور، وأرادت عرض مجموعتها من الأعمال جنبا إلى جنب مع الفن الخاص بالفنانين الحداثيين، وخاصة الأمريكيين الأحياء.
بدأت فورس مجموعة الفن الأمريكي المبكر، وهو أول معرض للفن الشعبي الأمريكي في الولايات المتحدة. وشملت النقوش العفوية، واللوحات المخملية، والصور الشخصية، والفن الخشبي الهندي، والمنحوتات التي توضع على مقدمة السفن، ووالأحذية المزخرفة بالنحاس، وأواني التقديم البيوترية. أدى تصديقها على هذا النمط من الفن إلى إقامة أول معرض عام للفن الشعبي في الولايات المتحدة. في 9 فبراير 1924، بدأت عرضا للفن الشعبي في معرض ويتني الذي كانت تديره، عازمة على تقريب جاذبية الفن الشعبي من مستوى الفن المعاصر. افتتحت فورس معرضها في 9 فبراير 1924، وكان أول معرض للفن الشعبي يقام في الولايات المتحدة. بسبب شغفها بالفن الشعبي، أدى هذا العرض الأولي إلى أول معرض عام رسمي للفن الشعبي في عرض توضيحي. على الرغم من أن تفاعلاتها مع الفنانين في ستوديو نادي ويتني ألهمتها لجمع الفن الحديث شخصيا، إلا أن مجموعاتها من الفن الشعبي والفنون الزخرفية في القرن التاسع عشر وكبار السن كانت أكبر وأكثر أهمية.

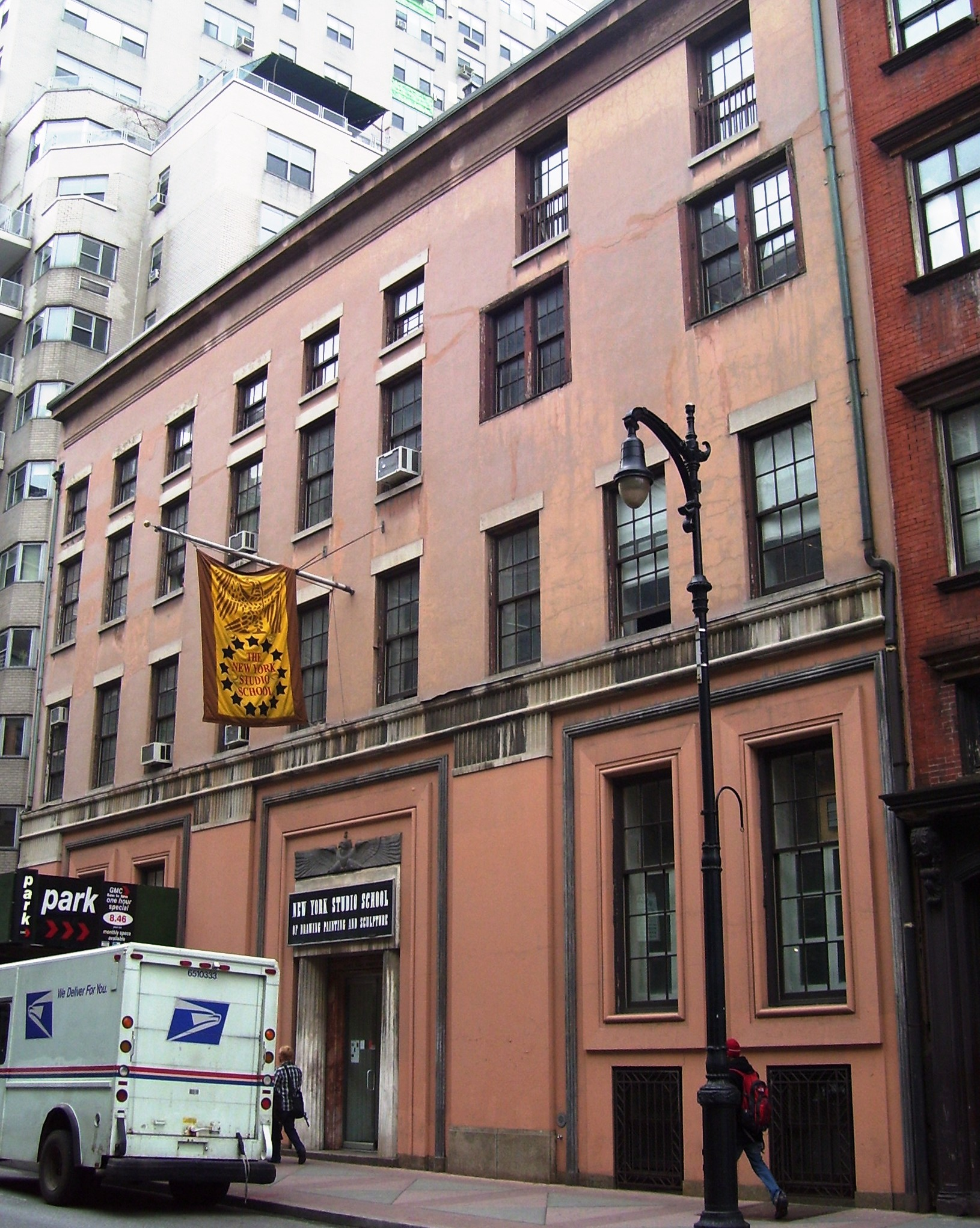
موقع ويتني الأصلي، في 8-12 ويست ستريت الثامن، بين الجادة الخامسة وشارع ماكدوغال في جرينويش فيلاج

في عام 1929، كلفت ويتني فورسَ بالاتصال بمتحف متروبوليتان للفنون لإعداد خطة للتبرع بمجموعة ويتنى. كان من المقرر عرض هدية ويتني الفنية في جناح جديد مولته جزئيا. رفض المتحف الهدية ثم عرضت ويتني أعمالها في استوديوهاتها ومعارضها الخاصة، والتي كانت تحت اسمها. أدارت فورس هذه المؤسسات الفنية وفي عام 1930، أصبحت مديرة متحف ويتني الجديد للفن الأمريكي الذي تطور من هذه الشركات. لم يتم تدريب فورس كمؤرخة للفنون. عينت لويد جودريتش، مؤرخ الفن، ليكون أمينا لمتحف ويتني للفن الأمريكي، الذي يشتهر في الولايات المتحدة بعرض أنماط جديدة وغير عادية من الفن الحديث من الفنانين الأحياء. شغف فورس بأنماط جديدة من الفن وسماتها التنظيمية جعلها مديرة إدارية لمتحف الفن المعروف وطنيا، والذي يتميز بأعمال من القرنين العشرين والحادي والعشرين.
يقع المقر الرئيسي لمتحف ويتني للفن الأمريكي المؤقت في شقة فورس في غرب الشارع الثامن، في مانهاتن. كان من المقرر افتتاح المتحف في 16 نوفمبر 1930، ولكن تم تأجيله حتى أبريل 1931، وفقا لإعلان صادر عن فورس في 26 أكتوبر 1930. كان التغيير بسبب توسيع المتحف، والذي تضمن إعادة تصميم ثلاثة مباني. افتتح المتحف للجمهور في 18 نوفمبر 1931.
حصل المتحف على مجموعة كبيرة من الفن الشعبي الأمريكي البدائي لفنانين أمريكيين مبكرين قيل إنه الوحيد من نوعه في العالم. كان بعض الفنانين الذين قاموا بالعمل غير معروفين والبعض الآخر كانوا مدربين ورسامي بورتريه من أيام الرواد الأمريكيين. تم ترتيب إحدى عشرة غرفة عرض كبيرة لإيواء مجموعة المتحف التي تضم أكثر من 400 لوحة لفنانين أمريكيين من عام 1880 إلى عام 1930 مع مجموعات من المنحوتات والمطبوعات المعاصرة.
سمح التأخير في افتتاح المتحف للموظفين بإجراء خطة تعليمية أكثر طموحا مما كان مخططا له في البداية. تم إعداد سلسلة من 20 دراسة عن فنانين أمريكيين مناسبة للاستخدام المدرسي وعرضها للبيع وقت الافتتاح. شكلت الكتب نواة لسلسلة متزايدة، والتي كانت تهدف إلى تشكيل مكتبة شاملة عن الفن الأمريكي. كانت المحاضرات والمناقشات ومنتديات المناقشة وجولات المعرض أيضا جزءًا من الخطة التعليمية للمتحف. في السنة الأولى، عرضت المجموعة الدائمة. وفي وقت لاحق، تم عرض معارض جماعية خاصة وفنان واحد في بعض الأحيان وتم التخطيط لعرض سنوي لعمليات الاستحواذ الأخيرة. وسع المتحف أنشطته إلى أجزاء أخرى من الولايات المتحدة من خلال ترتيب معارض الدوائر وجولات المحاضرات.

## الحياة اللاحقة والموت
أصبحت فورس رئيسا لمجلس أبحاث الفن الأمريكي في عام 1942. اندمج متحف ويتني للفن الأمريكي مع متحف المتروبوليتان للفنون في عام 1943 وكانت فورس مديرة استشارية للمؤسسة. في عام 1946، أقامت حكومة الولايات المتحدة معرضا وطنيا متجولا للفن الألماني المنهوب، وبعد ذلك بوقت قصير، تعهدت فورس بإعادة الفن إلى مالكه الشرعي. تحت إشراف فورس، بين عامي 1946 و1948، عرض متحف ويتني للفن الأمريكي أعمال ألبرت بينكهام رايدر ووينسلو هوميروس وروبرت فيك لتعزيز الوعي العام بفنهم.
توفيت جوليانا ر. فورس في مدينة نيويورك في 28 أغسطس 1948، ودفنت في مقبرة دويلزتاون، بنسلفانيا. في عام 1949، أقام المتحف معرضا تذكاريا على شرفها.

## الحياة الشخصية
تزوجت جوليانا رايسر من ويلارد فورس في عام 1911. كان الزوجان بلا أطفال وتوفي زوجها في عام 1928.

### معلومات المراجع
- Berman، Avis (1990). Rebels on Eighth Street. Atheneum. ISBN:978-0-689-12086-2.
- Goldsmith، Barbara (2011). Little Gloria. Knopf Doubleday Publishing Group. ISBN:978-0-307-80032-9.
- Indych-López، Anna (2009). Muralism Without Walls: Rivera, Orozco, and Siqueiros in the United States, 1927–1940. University of Pittsburgh. ISBN:978-0-8229-4384-6.
- James، Edward (1971). Notable American Women, 1607–1950: A Biographical Dictionary. Harvard University Press. ج. 1 (A-F). ص. 645–646. ISBN:978-0-674-62734-5.
- Read، Phyllis J.؛ Witlieb، Bernard L. (1992). The Book of Women's Firsts: Breakthrough Achievements of Almost 1,000 American Women. Random House Information Group. ISBN:978-0-679-40975-5.
- Wertkin، Gerard C. (2013). Encyclopedia of American Folk Art. Routledge. ISBN:978-1-135-95614-1.
- Pollock، Lindsay (2007). The Girl with the Gallery: Edith Gregor Halpert and the Making of the Modern Art Market. New York: PublicAffairs. ص. 130. ISBN:978-1586485122.

## وصلات خارجية
- Dictionary of Art Historians biographical entry